# My Everything
My Everything ist das zweite Studioalbum der US-amerikanischen Sängerin Ariana Grande, das im August 2014 erschien.

## Entstehung und Veröffentlichung
Ab dem 28. Juni 2014 konnte das Album auf Grandes Website vorbestellt werden. Wer es dort vorbestellte, erhielt exklusiven Zugriff auf ihren Konzertstream am 24. August 2014, in dem sie Lieder des Albums zum ersten Mal vorführte. Die Erstveröffentlichung von My Everything erfolgte schließlich am 22. August 2014 bei Republic Records. Das Album erschien in seiner Originalausführung als CD sowie zum Download und Streaming mit zwölf Titeln (Katalognummer: 379395-1). Am gleichen Tag erschien eine Deluxeausführung mit drei Bonustitel (Katalognummer: 379395-2). Am 6. Dezember 2019 erschien das Album erstmals als LP-Ausführung (Katalognummer: 060257797444).
Bereits im Erscheinungsmonat des Debütalbums Yours Truly (August 2013) sagte Grande in einem Interview mit dem Rolling Stone, dass sie an ihrem zweiten Studioalbum arbeitete und sie bereits zwei Lieder fertiggestellt hat. Die Aufnahme begann im Oktober 2013, dabei arbeitete sie mit Produzenten ihres Debütalbums zusammen, darunter Harmony Samuels, Babyface, The Pascals und Tommy Brown. Grande plante zunächst, das Album im Februar 2014 zu veröffentlichen. Im Januar 2014 bestätigte sie, dass außerdem die Produzenten Ryan Tedder, Savan Kotecha, Benny Blanco, Key Wane und Max Martin daran beteiligt sind. Ende Februar erwähnte sie, dass sie ihr Album nach einem Titel benennen wolle, den sie am Wochenende zuvor fertiggestellt hat und der ehrlich sei und sie zum Weinen bringe. Am 3. März 2014 wurde bekanntgegeben, dass Grande Gastmusikerin bei Chris Browns Single Don’t Be Gone Too Long von dessen Studioalbum X sein sollte. Das Stück sollte ursprünglich am 25. März 2014 erscheinen, der Termin musste allerdings verschoben werden, da Brown eine Gefängnisstrafe antreten musste. Am 17. März 2014 kündigte Grande die Verzögerung über Twitter an. Am selben Abend veröffentlichte sie ersatzweise einen Livestream, in dem sie eine Vorschau auf vier neue Songs ihres zweiten Albums zeigte. Zwei Tage später wurde bekanntgegeben, dass statt Don’t Be Gone Too Long die erste Single von Grandes zweitem Album, Problem, erscheinen soll. Die Arbeit an dem Album wurden Ende Mai 2014 abgeschlossen. Am 28. Juni bestätigte sie, dass ihr neues Album My Everything heißen wird und im August 2014 veröffentlicht werden soll.

## Artwork
Die Fotos für das Begleitheft und Cover wurden am 27. Mai 2014 aufgenommen. Das Albumcover wählte Grande aus, weil sie dachte, dass „jeder Song […] so stark unter einem Motto [steht], dass ich schlicht ein ganz einfaches Gesamtcover wollte. Damit könnten wir innerhalb jedes Songs zusätzliche visuelle Themen schaffen.“
Um das Album zu bewerben, ging Grande von Februar bis Oktober 2015 auf die sogenannte Honeymoon Tour, ihre zweite Konzertreihe, die erste Welttournee.

## Stil
“It’s an album that I want to do a little bit different. I don’t want it to sound like an extension of Yours Truly. I want it to sound like an evolution. I want to explore more sounds and experiment a little bit. I have a bunch of ideas I’m very excited about and a lot of stuff cooking.”

„Es ist ein Album, das ich ein kleines bisschen anders machen wollte. I will nicht, dass es sich wie eine Erweiterung von Yours Truly anhört. Ich will, dass es sich wie eine Evolution anhört. Ich möchte mehr Klänge entdecken und ein kleines bisschen experimentieren. Ich habe einen Haufen Ideen, auf die ich mich sehr freue, und Einiges am Kochen.“

## Titelliste
| Nr.          | Titel                                                | Autor(en) | Produzent(en)                            | Länge |
| ------------ | ---------------------------------------------------- | --- | ---------------------------------------- | ----- |
| 1.           | Intro                                                | Ariana Grande • Tommy Brown • Victoria McCants | Brown                                    | 1:20  |
| 2.           | Problem (feat. Iggy Azalea)                          | Max Martin • Savan Kotecha • Ilya Salmanzadeh • Azalea | Martin • Shellback • Ilya                | 3:13  |
| 3.           | One Last Time                                        | David Guetta • Kotecha • Giorgio Tuinfort • Rami Yacoub • Carl Falk | Guetta • Tuinfort • Yacoub • Falk • Ilya | 3:17  |
| 4.           | Why Try                                              | Benjamin Levin • Ryan Tedder • Ammar Malik • Noel Zancanella | Benny Blanco • Tedder • Zancanella       | 3:32  |
| 5.           | Break Free (feat. Zedd)                              | Anton Zaslavski • Martin • Kotecha | Zedd • Martin                            | 3:34  |
| 6.           | Best Mistake (featuring Big Sean)                    | Grande • Sean Anderson • Key Wane | Key Wane                                 | 3:53  |
| 7.           | Be My Baby (feat. Cashmere Cat)                      | Levin • Magnus August Høiberg • Theron Thomas • Timothy Thomas • LidoLido                                                                                              | Blanco • Cashmere Cat • LidoLido         | 3:37  |
| 8.           | Break Your Heart Right Back (feat. Childish Gambino) | Kirby Dockery • Andrew „Pop“ Wansel • Warren „Oak“ Felder • Donald Glover • Bernard Edwards • Nile Rodgers • Stevie J • Christopher Wallace • Sean Combs • Mason Betha | Pop & Oak                                | 4:13  |
| 9.           | Love Me Harder (mit The Weeknd)                      | Martin • Kotecha • Peter Svensson • Ali Payami • Abel Tesfaye • Ahmad Balshe                                                                                           | Martin • Kotecha • The Weeknd            | 3:56  |
| 10.          | Just a Little Bit of Your Heart                      | Harry Styles • Johan Carlsson | Martin • Shellback                       | 3:53  |
| 11.          | Hands on Me (feat. ASAP Ferg)                        | Rodney Jerkins • Alicia Renee Williams • Adrianne Birge • Darold Ferguson Jr.                                                                                          | Darkchild                                | 3:12  |
| 12.          | My Everything                                        | Grande • Brown • McCants • Taylor Parks |                                          | 2:49  |
| Gesamtlänge: | Gesamtlänge:                                         | Gesamtlänge: | Gesamtlänge:                             | 40:32 |

| Nr.          | Titel                                    | Autor(en)                                                                         | Produzent(en)           | Länge |
| ------------ | ---------------------------------------- | --------------------------------------------------------------------------------- | ----------------------- | ----- |
| 13.          | Bang Bang (mit Jessie J und Nicki Minaj) | Martin • Kotecha • Rickard Göransson • Onika Maraj                                | Martin • Kotecha • Ilya | 3:19  |
| 14.          | Only 1                                   | Grande • Brown • Travis Sayles • McCants • Dennis Jenkins                         |                         | 3:14  |
| 15.          | You Don’t Know Me                        | Grande • Harmony Samuels • Carmen Reece • Al Sherrod Lambert • Maurice David Wade |                         | 3:54  |
| Gesamtlänge: | Gesamtlänge:                             | Gesamtlänge:                                                                      | Gesamtlänge:            | 50:59 |

| Nr.          | Titel         | Autor(en)                                        | Länge |
| ------------ | ------------- | ------------------------------------------------ | ----- |
| 16.          | Cadillac Song | Grande • Brown • Sayles • McCants • Leon Sylvers | 2:52  |
| 17.          | Too Close     | Grande • Samuels • Culver • Lambert • Wade       | 3:35  |
| Gesamtlänge: | Gesamtlänge:  | Gesamtlänge:                                     | 56:46 |

## Singleauskopplungen
Ihre erste Singleauskopplung ist Problem, die am 28. April 2014 bei den Radio Disney Music Awards gesungen und am selben Abend zum Verkauf freigegeben wurde. Die australische Rapperin Iggy Azalea tritt als Gastmusikerin auf. In den Billboard Hot 100 debütierte der Titel auf Platz 3 mit 438.000 verkauften Stück innerhalb der ersten Woche. Damit ist es das vierterfolgreichste Debüt einer Frau in der Geschichte. Im Juni 2014 erhielt der Titel Platin von der RIAA und stieg auf Platz 2 der Hot 100.
Die zweite Single, Break Free, wurde am 2. Juli 2014 veröffentlicht. Als Gastmusiker tritt der russisch-deutsche Produzent elektronischer Musik Zedd auf. Kurz darauf veröffentlichte Grande zusammen mit Jessie J und Nicki Minaj die Single Bang Bang, welche gleichzeitig ebenfalls auf Jessie Js Album Sweet Talker enthalten ist. Dieser Song erreichte den ersten Platz der britischen Singlecharts und war somit nach Problem Grandes zweiter Nummer-eins-Hit im Vereinigten Königreich. Am 30. September veröffentlichte Grande die vierte Single Love Me Harder, bei der sie von dem kanadischen Sänger The Weeknd unterstützt wird. Die fünfte Single, One Last Time, erschien am 10. Februar 2015.
Singles in den Charts

| Jahr | Titel          | Höchstplatzierung, Gesamtwochen, AuszeichnungChartplatzierungen (Jahr, Titel, , Platzierungen, Wochen, Auszeichnungen, Anmerkungen) | Höchstplatzierung, Gesamtwochen, AuszeichnungChartplatzierungen (Jahr, Titel, , Platzierungen, Wochen, Auszeichnungen, Anmerkungen) | Höchstplatzierung, Gesamtwochen, AuszeichnungChartplatzierungen (Jahr, Titel, , Platzierungen, Wochen, Auszeichnungen, Anmerkungen) | Höchstplatzierung, Gesamtwochen, AuszeichnungChartplatzierungen (Jahr, Titel, , Platzierungen, Wochen, Auszeichnungen, Anmerkungen) | Höchstplatzierung, Gesamtwochen, AuszeichnungChartplatzierungen (Jahr, Titel, , Platzierungen, Wochen, Auszeichnungen, Anmerkungen) | Anmerkungen                                                                            |
| Jahr | Titel          | DE | AT | CH | UK | US | Anmerkungen                                                                            |
| ---- | -------------- | --- | --- | --- | --- | --- | -------------------------------------------------------------------------------------- |
| 2014 | Problem        | DE19 Platin · (37 Wo.)DE | AT16 Gold · (32 Wo.)AT | CH18 Gold · (31 Wo.)CH | UK1 ×2Doppelplatin · (29 Wo.)UK | US2 ×8Achtfachplatin · (25 Wo.)US                                                                                                   | Erstveröffentlichung: 28. April 2014 Verkäufe: + 11.626.600; feat. Iggy Azalea         |
| 2014 | Break Free     | DE12 Platin · (35 Wo.)DE | AT5 (29 Wo.)AT | CH15 Gold · (28 Wo.)CH | UK16 ×2Doppelplatin · (26 Wo.)UK | US4 ×5Fünffachplatin · (22 Wo.)US                                                                                                   | Erstveröffentlichung: 3. Juli 2014 Verkäufe: + 8.467.500; feat. Zedd                   |
| 2014 | Bang Bang      | DE13 Platin · (37 Wo.)DE | AT12 (30 Wo.)AT | CH21 (40 Wo.)CH | UK1 ×3Dreifachplatin · (46 Wo.)UK                                                                                                   | US3 Diamant · (31 Wo.)US | Erstveröffentlichung: 29. Juli 2014 Verkäufe: + 15.202.000; mit Jessie J & Nicki Minaj |
| 2014 | Love Me Harder | DE35 Gold · (21 Wo.)DE | AT29 Gold · (11 Wo.)AT | CH40 (21 Wo.)CH | UK48 Platin · (17 Wo.)UK | US7 ×5Fünffachplatin · (22 Wo.)US                                                                                                   | Erstveröffentlichung: 30. September 2014 Verkäufe: + 6.980.000; feat. The Weeknd       |
| 2015 | One Last Time  | DE60 Gold · (16 Wo.)DE | AT55 Platin · (10 Wo.)AT | CH25 Gold · (22 Wo.)CH | UK2 ×4Vierfachplatin · (53 Wo.)UK                                                                                                   | US13 ×4Vierfachplatin · (20 Wo.)US                                                                                                  | Erstveröffentlichung: 10. Februar 2015 Verkäufe: + 8.682.000                           |

## Rezeption
Bei den Grammy Awards 2015 wurde das Album in der Kategorie Best Pop Vocal Album nominiert.

## Kommerzieller Erfolg

### Chartplatzierungen
| ChartsChartplatzierungen       | Höchstplatzierung | Wochen |
| ------------------------------ | ----------------- | ------ |
| Deutschland (GfK)              | 5 (6 Wo.)         | 6      |
| Österreich (Ö3)                | 3 (5 Wo.)         | 5      |
| Schweiz (IFPI)                 | 2 (26 Wo.)        | 26     |
| Vereinigte Staaten (Billboard) | 1 (90 Wo.)        | 90     |
| Vereinigtes Königreich (OCC)   | 3 (105 Wo.)       | 105    |

| ChartsJahrescharts (2014)      | Platzierung |
| ------------------------------ | ----------- |
| Vereinigte Staaten (Billboard) | 46          |
| Vereinigtes Königreich (OCC)   | 88          |

| ChartsJahrescharts (2015)      | Platzierung |
| ------------------------------ | ----------- |
| Vereinigte Staaten (Billboard) | 17          |
| Vereinigtes Königreich (OCC)   | 89          |

### Auszeichnungen für Musikverkäufe
My Everything verkaufte sich laut Schallplattenauszeichnungen weltweit über 6,3 Millionen Mal.
| Land/Region                  | Auszeichnungen für Musikverkäufe (Land/Region, Auszeichnung, Verkäufe) | Verkäufe  |
| ---------------------------- | ---------------------------------------------------------------------- | --------- |
| Argentinien (CAPIF)          | Gold                                                                   | 15.000    |
| Australien (ARIA)            | Platin                                                                 | 70.000    |
| Brasilien (PMB)              | Diamant                                                                | 160.000   |
| Chile (IFPI)                 | Platin                                                                 | 10.000    |
| Dänemark (IFPI)              | 3× Platin                                                              | 60.000    |
| Deutschland (BVMI)           | Gold                                                                   | 100.000   |
| Finnland (IFPI)              | 2× Platin                                                              | 40.000    |
| Frankreich (SNEP)            | Platin                                                                 | 100.000   |
| Indonesien (ASIRI)           | 3× Platin                                                              | 30.000    |
| Italien (FIMI)               | Platin                                                                 | 50.000    |
| Japan (RIAJ)                 | Gold                                                                   | 181.000   |
| Kanada (MC)                  | 5× Platin                                                              | 400.000   |
| Mexiko (AMPROFON)            | 3× Platin                                                              | 180.000   |
| Neuseeland (RMNZ)            | 4× Platin                                                              | 60.000    |
| Niederlande (NVPI)           | Platin                                                                 | 40.000    |
| Norwegen (IFPI)              | 6× Platin                                                              | 120.000   |
| Österreich (IFPI)            | Platin                                                                 | 15.000    |
| Philippinen (PARI)           | 2× Platin                                                              | 30.000    |
| Polen (ZPAV)                 | Platin                                                                 | 20.000    |
| Schweden (IFPI)              | Platin                                                                 | 40.000    |
| Schweiz (IFPI)               | 3× Platin                                                              | 60.000    |
| Singapur (RIAS)              | Platin                                                                 | 10.000    |
| Thailand (TECA)              | Gold                                                                   | 5.000     |
| Vereinigte Staaten (RIAA)    | 4× Platin                                                              | 4.000.000 |
| Vereinigtes Königreich (BPI) | 2× Platin                                                              | 600.000   |
| Insgesamt                    | 4× Gold · 46× Platin · 1× Diamant ·                                    | 6.397.000 |

Hauptartikel: Ariana Grande/Auszeichnungen für Musikverkäufe